# Elastographie
Die Elastographie (syn. Elastografie) ist als neueres bildgebendes Verfahren eine Weiterentwicklung sowohl der Ultraschalldiagnostik als auch der Magnetresonanztomographie (MRT) und geht eigentlich auf die jahrhundertealte manuelle Palpation durch die Hand zurück. Sie wurde bereits 1991 bekannt, jedoch erst deutlich später klinisch einsetzbar. Die entsprechenden Verfahren sind die Ultraschallelastographie und die MR-Elastographie. Die Elastographie wird häufig zur Erkennung von Tumoren eingesetzt.

## Funktionsprinzip
Analog zur manuellen Palpation nutzt die Elastographie die Tatsache, dass Gewebe sich in ihrer Viskoelastizität unterscheiden. Insbesondere ist Tumorgewebe häufig anders komprimibel (fester, derber) als gesundes Gewebe. Mit der Elastographie wird versucht, die viskoelastischen Eigenschaften von Gewebe abzubilden.
Man unterscheidet innerhalb der Ultraschall-Elastographie zwischen quasi-statischen und dynamischen Verfahren. Bei Letzteren wird ein mechanischer Druck oder durch Ultraschall induzierter Stimulus angewandt.
Quasi-statisches VerfahrenBei den quasi-statischen Verfahren wird manuell Druck auf das Gewebe ausgeübt. Der Untersucher übt während der Ultraschalluntersuchung mit dem Ultraschallkopf, oder auch mit den Fingern, einen geringen Druck von außen auf das Organ aus. Eine Software wertet kleine Verschiebungen zwischen den einzelnen Bildern aus und zeigt die Dehnung ortsaufgelöst an. Bereiche, die stark gedehnt werden, sind weich, feste Bereiche lassen sich nicht komprimieren. Daher können Unterschiede der Elastizität im Gewebe dargestellt werden: Aus den Veränderungen des Echosignals lässt sich ein Elastogramm erstellen. Die quasi-statische Elastographie ist die älteste ultraschallbasierte Methode.
Dynamisches Verfahren, mechanischer StimulusBei der transienten Elastographie werden mechanische Vibrationen auf die Haut übertragen. Die Geschwindigkeit der dadurch im anliegenden Gewebe induzierten Scherwellen wird mittels gepulster Ultraschallwellen gemessen und daraus das Elastizitätsmodul ermittelt.
Dynamisches Verfahren, ultraschallinduzierter StimulusEin ultraschallinduzierter Stimulus führt zu lokalisierten Gewebeverschiebungen im Mikrometerbereich. Diese Veränderungen können mittels Acoustic Radiation Force Impulse (ARFI) Imaging oder ARFI-Quantification analysiert werden: Beim ARFI-Imaging werden Bilder vor und nach den Gewebeverschiebungen mittels Kreuzkorrelationsanalyse analysiert und daraus ein Bild der Gewebehärte erzeugt; bei der ARFI-Quantification hingegen wird die Geschwindigkeit von durch die Gewebeverschiebung generierten Scherwellen mittels Ultraschall gemessen; das „Shear Wave Speed (SWS) Imaging“, einer der neueren Ultraschall-Elastographie-Techniken, unterscheidet sich von der ARFI-Quantification durch die Art der Kurzimpulse und ihrer Auswertung.
Bei der automatischen MRT-Elastographie wird durch automatisch von außen einwirkende Druckwellen das untersuchte Organ zyklisch komprimiert und wieder entlastet, während synchron (phasenstarr) Aufnahmen gemacht werden. Automatisch wird nach der Untersuchung ein Elastogramm gefertigt, das die Unterschiede in der Elastizität aufzeigt. So kann es möglich sein, gutartige von bösartigen Tumoren zu unterscheiden.
Die Sonoelastische Bildgebung ist ein ähnliches Verfahren, bei dem die Ausbreitungsgeschwindigkeit von Ultraschall im Gewebe durch die Doppler-Technik erfasst wird.

## Anwendungen
- Eine der Anwendungen liegt in der Erkennung von Prostatakrebs, Schilddrüsenkrebs und Brustkrebs (siehe hierzu auch Mammasonographie). Eine genaue Diagnose muss jedoch in beiden Fällen durch die Auswertung einer Biopsie gestellt werden.
- Eine weitere Anwendung ist die Bestimmung des Fibrosierungsgrades bei einer Leberzirrhose, etwa bei alkoholischer Leberzirrhose[2] oder auf Basis von Hepatitis C (siehe hierzu auch Transiente Elastographie).
- Die Technik wird auch zur Untersuchung der Dehnbarkeit/Elastizität von Koronararterien eingesetzt.
- Die Elastographie mittels Ultraschall kann eingesetzt werden, um Sehnenverletzungen und die Wirkung von Rehabilitationsmaßnahmen zu beurteilen. Die Scherwellen-Elastographie liefert dabei im Vergleich zur Kompressionselastographie (Strain Elastographie) objektivere Ergebnisse.[3]
- Die Scherwellen-Elastographie ist zur Messung mechanischer Eigenschaften von Muskeln eingesetzt worden,[4] insbesondere auch mittels einer Ultraschall-Rotations-3D-Scherwellen-Elastizitätsbildgebung.[5]
- Die Elastographie kann auch dazu verwendet werden, um verspannte Muskelfaserbündel und myofasziale Triggerpunkte vom umliegenden Gewebe zu unterscheiden.[6][7][8]

## Fachliteratur
- H.-J. Sommerfeld, J. M. Garcia-Schürmann, J. Schewe u. a.: Prostatakarzinomdiagnostik durch Ultraschallelastographie – Vorstellung eines neuartigen Verfahrens und erste klinische Ergebnisse. In: Der Urologe, Ausgabe A. Bd. 42, Nr. 7, 2003, S. 941–945. PMID 12898038; doi:10.1007/s00120-003-0297-4.
- J. Lorenzen, R. Sinkus, G. Adam: Elastographie: Quantitative Bildgebung der elastischen Gewebeeigenschaften. In: Fortschr. Röntgenstr. Bd. 175, Nr. 5, 2003, S. 623–630. PMID 12743853; doi:10.1055/s-2003-39199.
- I. Sack: Magnetresonanz-Elastographie. In: Dtsch. med. Wochenschr. Bd. 133, Nr. 6, 2008, S. 247–251. PMID 18236351; doi:10.1055/s-2008-1017505.